# Étienne Bézout
Étienne Bézout (Nemours, 31 de março de 1730 — Avon, 27 de setembro de 1783) foi um matemático francês.

## Carreira
Ele é lembrado pelo teorema de Bachet-Bézout em aritmética, pelo Bézoutien, usado em algoritmos, e por seu teorema sobre o número de pontos de interseção de duas curvas algébricas, um resultado crucial em geometria algébrica.
Ele morreu prematuramente em 27 de setembro de 1783, possivelmente como resultado da fumaça da catastrófica erupção de 1783 do vulcão islandês Laki, que aumentou notavelmente a taxa de mortalidade na Europa no final de 1783, época em que Euler e d'Alembert também morreram. Seu sepultamento está na Igreja de São Pedro de Avon.

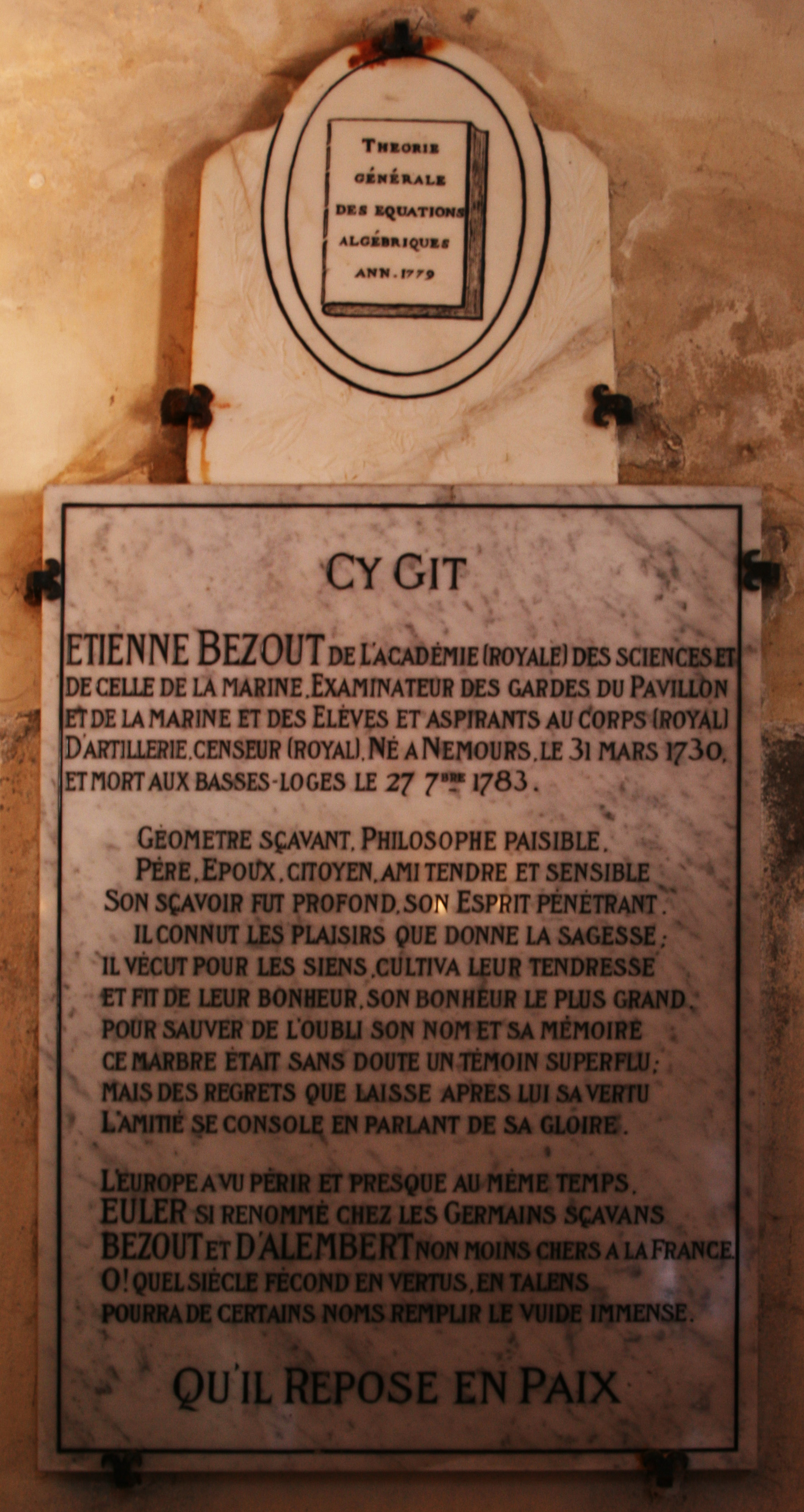
Sepultura na Église Saint-Pierre, Avon, departamento Sena e Marne
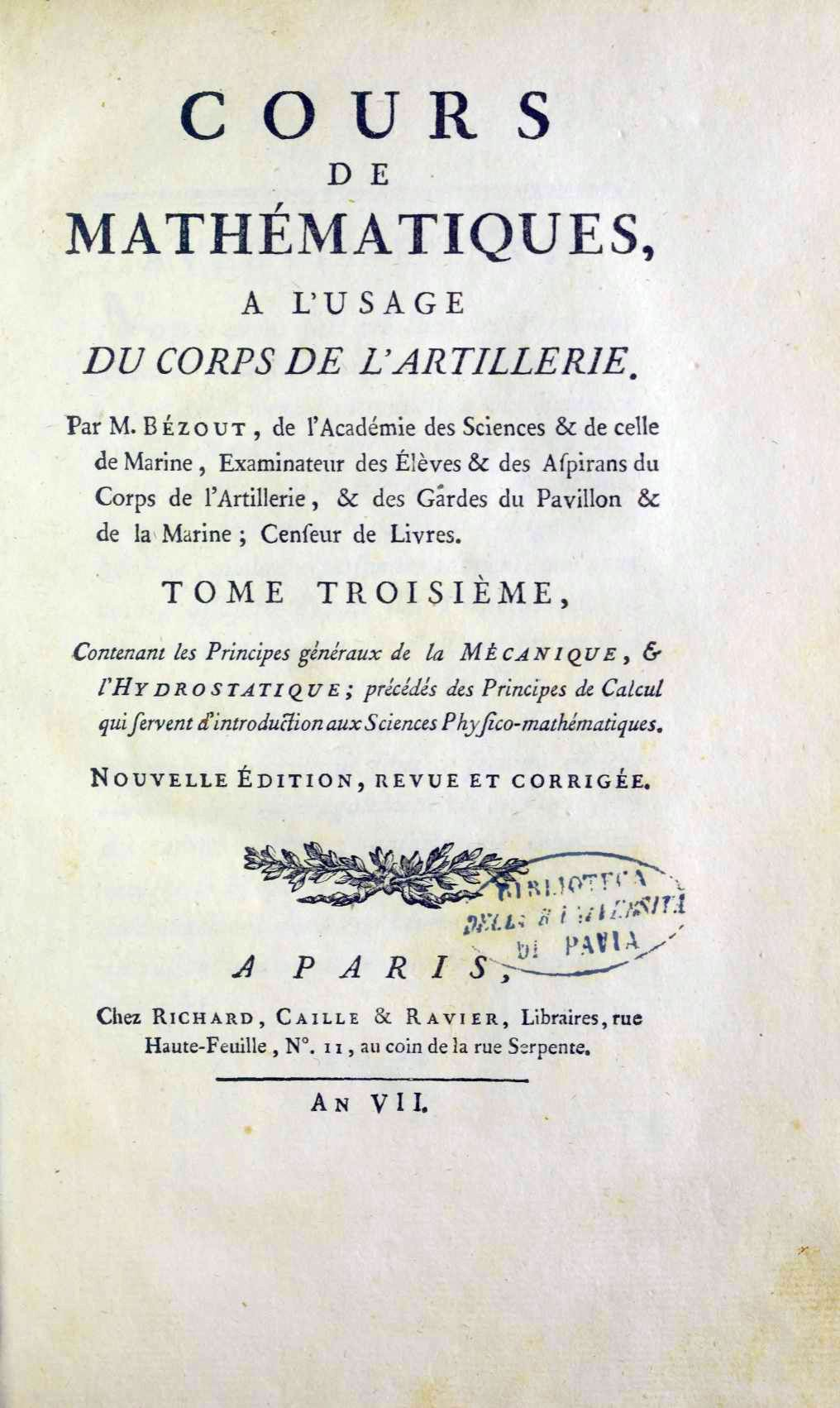
Cours de mathématiques, a l'usage du corps de l'artillerie, 1798

## Publicações

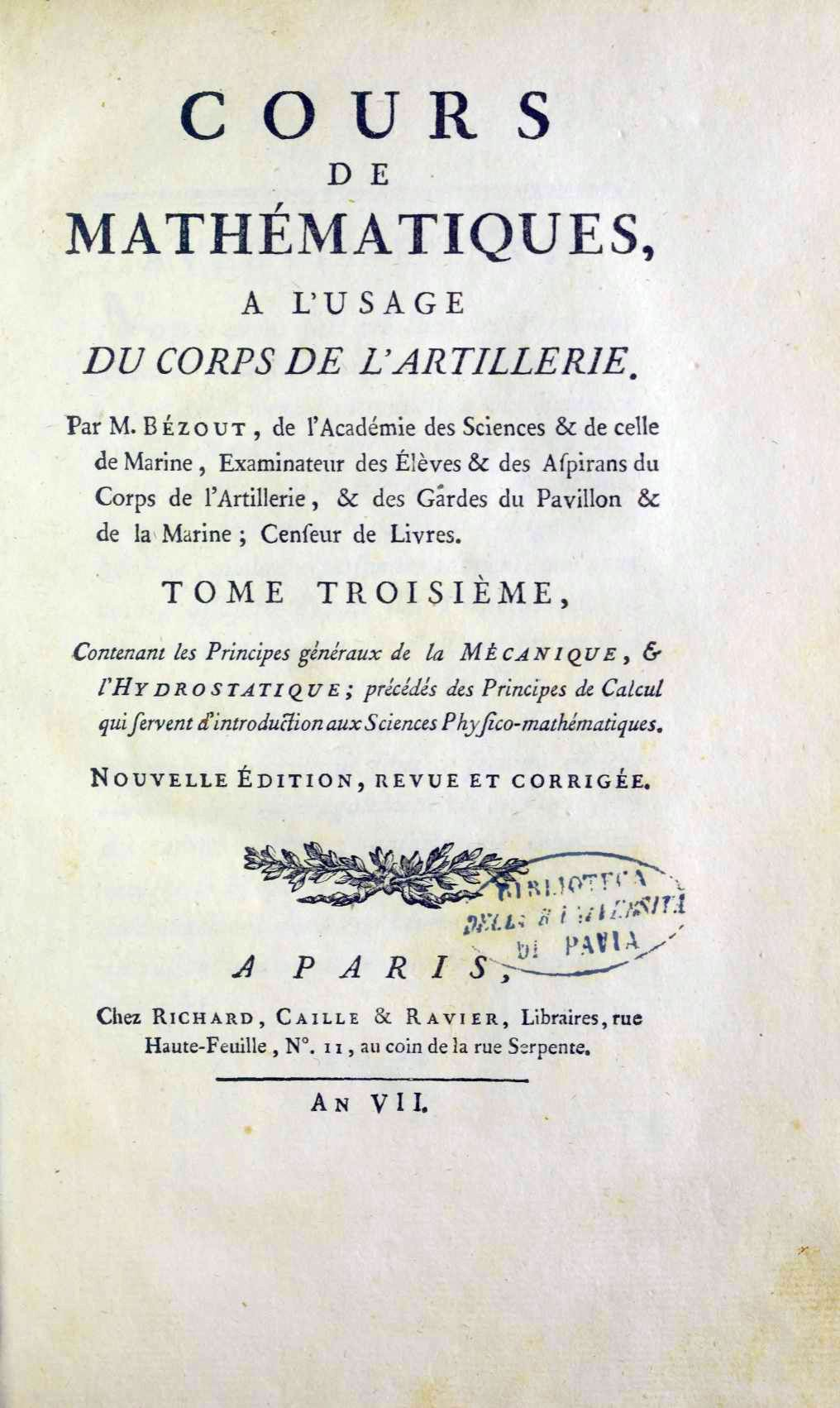
Cours de mathématiques, a l'usage du corps de l'artillerie, 1798

- Cours de mathématiques à l'usage des gardes du pavillon et de la marine, première partie Éléments d'arithmétique, Imprimerie Ph.-D. Pierres, Paris, 1781 (Online)
- Cours de mathématiques à l'usage des gardes du pavillon et de la marine, seconde partie contenant les éléments de géométrie, la trigonométrie rectiligne & la trigonométrie sphérique, Imprimerie Ph.-D. Pierres, Paris, 1782 (Online)
- Cours de mathématiques à l'usage des gardes du pavillon et de la marine, troisième partie, contenant l'algèbre et l'application de cette science à l'arithmétique et la géométrie, chez J. B. G. Musier, Paris, 1766 (Online)
- Cours de mathématiques à l'usage des gardes du pavillon et de la marine, quatrième partie, contenant les principes généraux de la mécanique, précés des principes de calcul qui servent d'introduction aux sciences physico-mathématiques, imprimerie Baudelot et Eberhart, Paris, an IV (Online)
- Suite du cours de mathématiques à l'usage des gardes du pavillon et de la marine contenant le traité de navigation, chez J. B. G. Musier, Paris, 1769 (Online)
- Cours de mathématiques, à l'usage du corps de l'artillerie, tome 1, contenant l'arithmétique, la géométrie et la trigonométrie rectiligne, chez Richard, Caille et Ravier libraires, Paris, an VIII (Online)
- Cours de mathématiques, à l'usage du corps de l'artillerie, tome 2, contenant l'algèbre et l'application de l'algèbre à la géométrie, Imprimerie Ph.-D. Pierres, Paris, 1788 (Online)
- Cours de mathématiques, à l'usage du corps de l'artillerie, tome 3, contenant les principes généraux de la mécanique, & l'hydrostatique ; précédés des principes de calcul qui servent d'introduction aux sciences physico-mathématiques, Imprimerie Ph.-D. Pierres, Paris, 1788 (Online)
- Cours de mathématiques, à l'usage du corps de l'artillerie, tome 4, contenant l'application des principes généraux de la mécanique à différents cas de mouvement & d'équilibre, chez Richard, Caille et Ravier libraires, Paris, an VII (Online)
- Théorie générale des équations algébriques, Imprimerie Ph.-D. Pierres, Paris, 1779 (Online)
- Cours de mathématiques à l'usage des gardes du Pavillon et de la Marine. Impr. Baudelot & Eberhart, Paris, 1795. Texte disponible en ligne sur IRIS : 3ª parte ; 4ª parte ; Continuação da 4ª parte

### Memórias da Academia Real de Ciências
- Mémoire sur les Courbes dont la rectification dépend d'une quantité donnée, 1758, p. 65-80 (Online)
- Mémoire sur plusieurs classes d'équations de tous les degrés qui admettent une solution algébrique ; 1762, p. 17-52 (Online)
- Recherches sur le degré des Équations résultantes de l'évanouissement des inconnues, & sur les moyens qu'il convient d'employer pour trouver ces équations, 1764, p. 288-338 (Online)
- Mémoire sur la résolution générale des équations de tous les degrés, 1765, p. 533-552 (Online)
- Formules calculées par Monsieur Bézout ajoutées au Mémoire sur quelques expériences relatives à la dioptrique par M. le Duc de Chaulnes, 1767, p. 468-470 (Online)
- Avec Lavoisier et Vandermonde, Expériences faites par ordre de l'Académie, sur le froid de l'année 1776, 1777, p. 505-526 (Online)

### Memórias de matemática e física apresentadas à Royal Academy of Sciences
- Mémoire sur les quantités différencielles, qui n'étant point intégrables par elles-mêmes, le deviennent néanmoins quand on leur joint des quantités de même forme qu'elles, Imprimerie royale, Paris, 1760, tome 3, p. 326-343 (Online)